# Brincadorus
Brincadorus (лат.) — род цикадок из подсемейства Deltocephalinae. Южная Америка.

## Описание
Цикадки желтоватого цвета. Род можно отличить по более крупным размерам (5,0—7,4 мм), короткой голове (переход её макушки в лицо под углом), передний край головы с многочисленными поперечными килями, мужской пигофер и субгенитальная пластинка без макросет, мужской пигофер с парой внутренних отростков, выходящих дорсально, субгенитальные пластинки поднимаются дорсально вдоль стороны пигофера и с внутренним краем, выемчатым медиально, и уникальной форме стилетов, с длинным передним плечом. Макросетальная формула задних бёдер равна 2+2+1.

## Классификация
Род был впервые описан в 1938 году.
Оман (1938) относил этот род к подсемейству Aphrodinae и считал его родственным Stroggylocephalus, роду, зарегистрированному в Старом Свете. Эванс (1947) поместил этот род в трибу Selenocephalini, которая в то время принадлежала к подсемейству Iassinae. Линнавуори (1959) первым правильно включил Brincadorus в Deltocephalinae, из-за строения гениталий самца. Zahniser & Dietrich (2013) включили этот род в Bahitini, но в ревизии 2024 года (когда были описаны несколько новых видов и близкий род Saltadorus) он считается непомещенным в какую-либо трибу. В мировой фауне насчитывается около 10 видов
- Brincadorus cruceno Camisão & Zahniser & Takiya, 2024 — Боливия: департаменты Хосе Баливиан и Санта-Крус; Перу: регионы Уануко и Сан-Мартин.
- Brincadorus gracilis Camisão & Zahniser & Takiya, 2024 — Эквадор: Провинция Сукумбиос; Перу: регион Уануко.
- Brincadorus laticeps Oman, 1938 — Бразилия: Мату-Гросу.
- Brincadorus limoncocha Camisão & Zahniser & Takiya, 2024 — Эквадор: Провинция Сукумбиос.
- Brincadorus quincemil Camisão & Zahniser & Takiya, 2024 — Перу: Регион Куско.
- Brincadorus yanayacu Camisão & Zahniser & Takiya, 2024 — Эквадор: Тунгурахия и провинция Сукумбиос.

## Распространение
Неотропика.